# Valdemarsviks kommun
58°12′20″N 16°36′7″Ø / 58.20556°N 16.60194°Ø
Valdemarsvik kommune ligger i det svenske län Östergötlands län. Kommunens administration ligger i byen Valdemarsvik.
E22 går genom kommunen.
Garveriet i Valdemarsvik var frem til midten af 1900-tallet Sveriges største garveri; Det blev grundlagt af slægten Lundberg, som ejede det til det blev nedlagt i 1960.
Valdemarsvik har siden år 2000 en skøjtehal, "Sparbankshallen", hvor WIF Hockey spiller.
Valdemarsviks geografi består for en stor del af sprækkedale og Valdemarsviken omgives af op til 40-60 m høje bjerge ved kysten og højere ind i landet. Kommunen har sammenlagt en 700 km lang kystlinje og mange øer i Gryts og den nordlige del af Tjusts skærgårde i Østersøen. De sydlige dele af Valdemarsviks kommun (Östra Eds og Tryserums sogne) indgår i Tjustbygden og ligger i Småland.

## Byer
Valdemarsvik kommune har tre byer.
I tabellen opgives antal indbyggere pr, 31. december 2005.
| #  | By           | Indbyggere |
| -- | ------------ | ---------- |
| 1. | Valdemarsvik | 2.885      |
| 2. | Gusum        | 1.211      |
| 3. | Ringarum     | 605        |

## Eksterne kilder og henvisninger
1. ↑  ”Folkmängd i riket, län och kommuner 31 mars 2013 och befolkningsförändringar 1 januari - 31 mars 2013” Statistiska centralbyrån. Læst 13 maj 2013.

- Wikimedia Commons har flere filer relateret til Valdemarsviks kommun